# Leo Rosenthal
Leo Rosenthal (* 25. August 1884 in Riga; † 28. Oktober 1969 in New York) war ein deutscher Fotograf, der vor allem durch seine in den 1920er bis 1930er Jahren entstandenen Bilder aus Gerichtssälen bekannt wurde.

## Leben
Leo Rosenthal wurde als Sohn einer wohlhabenden Kaufmannsfamilie im damals zu Russland gehörenden Riga geboren. Nach dem Besuch des Städtischen Gymnasiums in Riga studierte er zunächst Medizin, dann Jura in Dorpat. Sein Studium schloss er nach Aufenthalt in Deutschland 1911 ab. Bis 1917 arbeitete er als Strafverteidiger in Moskau. Dann wurde er Gefängnisdirektor, später Sekretär des Roten Kreuzes. 
Nach der Oktoberrevolution emigrierte Rosenthal nach Berlin. Dort arbeitete er als Gerichtsreporter für sozialdemokratische Zeitungen wie den Vorwärts. Er begann, während der Gerichtsverhandlungen heimlich zu fotografieren und lieferte Bilder aus sensationellen Prozessen. Er porträtierte unter anderem Albert Einstein im Zeugenstand oder Adolf Hitler im Verhör durch Hans Litten.
Nach der nationalsozialistischen Machtergreifung wurde Rosenthal im März 1933 in Schutzhaft genommen, als Lette aber bereits am Tag seiner Verhaftung wieder entlassen. Er zog im April 1933 zurück nach Riga, wo er die Zeitung Europa-Ost mitbegründete und von seinen Ersparnissen lebte. 1934 ging er als Korrespondent für belgische und skandinavische Zeitungen nach Paris. Am 14. Juni 1940 floh er nach Vichy. Im Januar 1942 reiste er über Marseille nach Marokko aus. Seine Familie blieb in Riga und wurde im Herbst 1941 von den Nationalsozialisten im Rigaer Ghetto ermordet. Leo Rosenthal überlebte als einziges Mitglied der Familie. Er begann in den Vereinigten Staaten eine zweite Karriere als Photograph bei den UN.